# Villa de San Francisco
Villa de San Francisco è un comune dell'Honduras facente parte del dipartimento di Francisco Morazán.
Il comune venne istituito il 22 agosto 1923 con parte del territorio del comune di San Juan de Flores.